# A Night at Birdland, Vol. 2
A Night at Birdland Vol. 2 è un album del percussionista jazz Art Blakey registrato dal vivo nel 1954 al Birdland di New York.
L'album è stato pubblicato come LP per l'etichetta Blue Note Records (BLP 1522) e conteneva i primi 3 brani musicali, il sesto ed il settimo.
La stessa etichetta ne ha poi pubblicato una successiva edizione su Compact disc nel 1987 a cui sono stati aggiunti i brani 4 e 5, in precedenza inseriti nell'album A Night at Birdland, Vol. 3 pubblicato nel 1983 in Giappone, nel quale compaiono anche le due bonus tracks inserite nella versione in Compact disc di A Night at Birdland, Vol. 1.

## Tracce
1. Wee-dot (J.J. Johnson, Leo Parker) – 6:45
2. If I had you (Shapiro, Campbell, Connelly) – 3:28
3. Quicksilver (Alternate master) (Horace Silver) – 8:44
4. The way you look tonight (J. Kern, D. Fields) – 9:55 (bonus track su CD)
5. Lou's blues (Lou Donaldson) – 3:55 (bonus track su CD)
6. Now's the time (Charlie Parker) – 8:20
7. Confirmation (Charlie Parker) – 9:56

## Formazione
Art Blakey Quintet:'
- Art Blakey – batteria
- Clifford Brown – tromba
- Lou Donaldson – sassofono alto
- Curley Russell – contrabbasso
- Horace Silver – pianoforte

## Personale tecnico
- Leonard Feather – Note di copertina
- Michael Cuscuna – Note aggiuntive nell'edizione in CD del 1987
- Alfred Lion – Produttore
- Michael Cuscuna – Produttore dell'edizione del 1987
- Reid Miles – design di copertina
- Rudy Van Gelder – Ingegnere di registrazione
- Ron McMaster – Trasposizione digitale
- Francis Wolff – Fotografia di copertina

## Classifiche
| Classifica (2021) | Posizione massima |
| ----------------- | ----------------- |
| Grecia            | 37                |